# Elijah L. Daughtridge

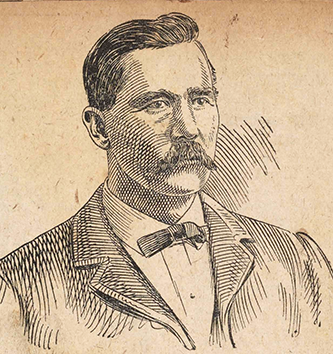
Elijah Longstreet Daughtridge (1912)

Elijah Longstreet Daughtridge (* 17. Januar 1863 bei Rocky Mount, North Carolina; † 12. Juni 1921) war ein US-amerikanischer Farmer und Politiker (Demokratische Partei).

## Werdegang
Elijah Daughtridge vertrat zwischen 1901 und 1903 das Edgecombe County im Repräsentantenhaus von North Carolina. Man wählte ihn 1912 zum Vizegouverneur von North Carolina, eine Stellung, die er zwischen 1913 und 1917 innehatte. Im Anschluss kandidierte er erfolglos um das Amt des Gouverneurs von North Carolina. Als Sieger ging Thomas Walter Bickett hervor.
Daughtridge war Alderman in Rocky Mount und Kommissar in Edgecombe County. Ferner diente er in der staatlichen Landwirtschaftsbehörde (engl. State board of agriculture) und saß im Kuratorium der North Carolina State University.